# Solenopsis richteri
Solenopsis richteri é uma espécie de formiga do gênero Solenopsis, pertencente à subfamília Myrmicinae. Esta formiga tem predominância de cor negra. Os principais trabalhadores  tem cabeça elípticos, existem colônias monogíneas e poligíneas, e é nativa para o sul do Brasil, Argentina e Uruguai. Foi introduzida no Sul dos Estados Unidos. Porém, seu estado de ocorrência na América do Norte ainda é incerto devido à múltiplas ocorrências de hibridizações com Solenopsis invicta.